# Khmilnyk
Khmilnyk (tiếng Ukraina: Хмільник) là một thành phố của Ukraina. Thành phố này thuộc tỉnh Vinnytsia. Thành phố này có diện tích ? km2, dân số theo điều tra dân số năm 2001 là 27898 người.